# Georges de Crayencour
Pour les autres membres de la famille, voir Famille Cleenewerck de Crayencour.
 (janvier 2016).
Si vous disposez d'ouvrages ou d'articles de référence ou si vous connaissez des sites web de qualité traitant du thème abordé ici, merci de compléter l'article en donnant les références utiles à sa vérifiabilité et en les liant à la section « Notes et références ».
Georges de Crayencour, de son nom complet Georges Roger Marie Cleenewerck de Crayencour, né à Ixelles le 11 décembre 1920 et décédé le 18 janvier 1999 à Uccle, est un militaire et héraldiste belge.

## Biographie
Il est membre de la famille Cleenewerck et Cleenewerck de Crayencour et un des neveux de Marguerite Yourcenar, qu'il a beaucoup aidée pour sa trilogie sur sa famille en fournissant des informations généalogiques. Il est l'époux de Marie-Antoinette Goffinet (1923-2008).
Son Dictionnaire héraldique, orné de dessins de sa main, est un guide pratique dans cette matière.
Ce livre a fait l'objet de plusieurs rééditions dont une augmentée d'une préface par Michel Pastoureau.

## Ses écrits
- Dictionnaire héraldique, tous les termes et figures du blason, Bruxelles : G. de Crayencour, 1974 (première édition).